# Lavigny (Jura)
Lavigny és un municipi francès situat al departament del Jura i a la regió de Borgonya - Franc Comtat. L'any 2007 tenia 361 habitants.

## Demografia

### Població
El 2007 la població de fet de Lavigny era de 361 persones. Hi havia 152 famílies de les quals 48 eren unipersonals (40 homes vivint sols i 8 dones vivint soles), 48 parelles sense fills, 44 parelles amb fills i 12 famílies monoparentals amb fills.
La població ha evolucionat segons el següent gràfic:
Habitants censats

### Habitatges
El 2007 hi havia 178 habitatges, 151 eren l'habitatge principal de la família, 15 eren segones residències i 12 estaven desocupats. 166 eren cases i 12 eren apartaments. Dels 151 habitatges principals, 125 estaven ocupats pels seus propietaris, 21 estaven llogats i ocupats pels llogaters i 5 estaven cedits a títol gratuït; 11 tenien dues cambres, 19 en tenien tres, 36 en tenien quatre i 85 en tenien cinc o més. 118 habitatges disposaven pel capbaix d'una plaça de pàrquing. A 66 habitatges hi havia un automòbil i a 74 n'hi havia dos o més.

### Piràmide de població
La piràmide de població per edats i sexe el 2009 era:
| Homes | Edats   | Dones |
| ----- | ------- | ----- |
| 0     | 95 o +  | 0     |
| 0     | 90 a 94 | 4     |
| 4     | 85 a 89 | 0     |
| 0     | 80 a 84 | 0     |
| 8     | 75 a 79 | 0     |
| 16    | 70 a 74 | 20    |
| 8     | 65 a 69 | 8     |
| 20    | 60 a 64 | 8     |
| 4     | 55 a 59 | 8     |
| 4     | 50 a 54 | 8     |
| 24    | 45 a 49 | 28    |
| 8     | 40 a 44 | 12    |
| 8     | 35 a 39 | 0     |
| 12    | 30 a 34 | 8     |
| 28    | 25 a 29 | 0     |
| 8     | 20 a 24 | 12    |
| 24    | 15 a 19 | 16    |
| 8     | 10 a 14 | 4     |
| 4     | 5 a 9   | 8     |
| 4     | 0 a 4   | 0     |

## Economia
El 2007 la població en edat de treballar era de 232 persones, 173 eren actives i 59 eren inactives. De les 173 persones actives 154 estaven ocupades (87 homes i 67 dones) i 19 estaven aturades (10 homes i 9 dones). De les 59 persones inactives 21 estaven jubilades, 24 estaven estudiant i 14 estaven classificades com a «altres inactius».

### Ingressos
El 2009 a Lavigny hi havia 155 unitats fiscals que integraven 353 persones, la mediana anual d'ingressos fiscals per persona era de 18.517 €.

### Activitats econòmiques
Dels 6 establiments que hi havia el 2007, 1 era d'una empresa alimentària, 2 d'empreses de construcció, 1 d'una empresa de comerç i reparació d'automòbils i 2 d'empreses de serveis.
L'únic servei als particulars que hi havia el 2009 era una fusteria.
L'any 2000 a Lavigny hi havia 22 explotacions agrícoles que ocupaven un total de 576 hectàrees.

## Poblacions més properes
El següent diagrama mostra les poblacions més properes.